# جورج فانكوفر
جورج فانكوفر (بالإنجليزية: George Vancouver)‏ هو ملاح إنجليزي (22 يونيو 1757 - 10 مايو 1798) قام بإحدى أصعب عمليات مسح الأراضي من سواحل سان فرانسيسكو إلى كولومبيا البريطانية حيث أكد أنه لا توجد قناة تربط بين خليج هدسون والمحيط الهادئ.
ولد فانكوفر في 22 يونيو 1757 في كينغز لين في إنجلترا ودخل البحرية بعمر الثالثة عشرة ورافق الكابتن جيمس كوك في رحلتيه الثانية (1772 – 5) والثالثة (1776 – 80) ثم خدم تسع سنوات في الهند الغربية، أولا تحت قيادة جورج رودني (وكان قائده عام 1782) وثم قيادة ألان غاردنر (1786 – 89). قاد فانكوفر (بتوصية من غاردنر) حملة لاستعادة الأراضي التي فقدوها لصالح الإسبان، وليستكشف الشواطئ شمالا من نهر كوك ليعثر على مدخل شرقي نحو البحيرات العظمى وليحدد شكل مضيق خوان دي فوكا. انطلق فانكوفر في رحلة إلى شمال غرب أمريكا الشمالية وهي التي أشهرته حيث انطلق من فالموث في إنجلترا يوم 1 أبريل 1791 وتبعه الملازم بروتون وذهب لرأس الرجاء الصالح ثم إلى أستراليا حيث مسح سواحل الجنوب الغربي (وبالأخص مضيق الملك جورج الذي أكد على أهميته كميناء)، ثم اتجه نحو خليج داسكي في نيوزلندا، واكتشف جزيرة أوبارو، وتوقف على جزر هاواي وتاهيتي (حيث اجتمع مجددا مع بروتون الذي اكتشف جزر تشاتام) ووصل لسواحل أمريكا الشمالية بعد سنة و16 يوم وتفحص الساحل بدقة عالية ومسح القنوات والمداخل وأعطى اسمه للمناطق مثل خليج جورجيا وجزيرة فانكوفر وسميت عليه مدينة فانكوفر.
بعد رحلة ثانية بين فبراير ومارس 1793 إلى هاواي، أبحر مجددا إلى الشواطئ الأمريكية، في أغسطس تفاوض مع الأسبان ليمسح أملاكهم هي خليج نوتكا، وفي أبريل مسح شمالا حتى وصل لخط عرض 56.44 وجنوبا حتى سان لويس أوبيسبو وأبحر شمالا حتى جنوب ألاسكا عند جزر تشيريكوف وكودياك، حتى خليج كوك الذي أثبت أنه ليس نهرا، وبعد رحلة لمسح شواطئ سان فرانسيسكو وأبحر نحو كاب هورن وعاد إلى إنكلترا، حيث عاين رأس سان لوكاس وشبه جزيرة كاليفورنيا وجزر غالاباغوس. وفي رحلته إلى هاواي، استطاع إقناع السكان بالاعتراف بسيطرة بريطانيا على الجزر لكنه لم يقر ضمهم رسميا. ووصل في 20 أغسطس 1794 إلى شانون وكتابه «رحلة استكشاف شمال المحيط الهادئ وحول العالم» الذي كتبه بين عامي 1790 – 95 من ثلاثة مجلدات وأطلس للخرائط نشر في عام 1798 وهي السنة التي مات فيها يوم 10 مايو في ريتشموند بمنطقة سوري. وقام شقيقه جون بنشر السجل بمساعدة الكابتن بوجيه.